# District de Bonthe
Le district de Bonthe est une subdivision administrative littorale de la Province du Sud de la Sierra Leone, qui comprend plusieurs îles de l'Océan atlantique de la Sierra Leone. Son chef-lieu est la plus grande ville de l'Île Bonthe . Au recensement de 2015, le district comptait une population de 200 730 habitants. Le district de Bonthe est l'un des seize districts de Sierra Leone. Il est divisé en 11 chefferies.
Ce district occupe une superficie totale de 3 468 km2. Il est bordé par l'Océan atlantique à l'ouest, le District de Moyamba au nord-ouest, le District de Bo au sud-est et le District de Pujehun au sud. L'actuel Président de la Sierra Leone Julius Maada Bio en est originaire.
Le district de Bonthe est peuplé pour l'essentiel par deux grandes ethnies : celle des Sherbro (autochtone) et celle des Mendé (majoritaire au recensement de 2013). Les deux principales confessions sont le sunnisme et le catholicisme.
Le District de Bonthe possède l'un des plus gros filons de minerai de titane (rutile) au monde. Le groupe minier Sierra Rutile Ltd, détenu par un consortium d'investisseurs nord-américains et européens, a réalisé ses premiers puits à Bonthe au début de 1979 ; mais une politique minière erratique n'a pour l'instant pas permis d'exploiter cet énorme atout économique.